# こくみんうさぎ
こくみんうさぎは、旧国民民主党及び国民民主党の公認キャラクター。

## 概要
「国民の声を聴く長い耳」と「現実を見るつぶらな瞳」が特徴。配色は党のロゴマークと同じオレンジと青。性格はさみしがり屋で、民主くんとは対照的に恥ずかしがり屋でウブとされている。趣味は国会ウォッチング。デザインはイラストレーターの嶽まいこ。

## 歴史

### 誕生までの経緯
2018年、党所属の参議院議員であった伊藤孝恵が「政党や政治はとっつきにくいためキャラクターが必要ではないか」と提案した結果、創設された。前々身である民主党時代に民主くんが存在していたが、有権者から「ゆるくない」「かわいくない」という意見があり、この反省を活かしゆるさとかわいさを重視した。2019年5月30日、党の宣伝活動を担当する国民運動局のPRキャラクターとして認可され、同日の記者会見でお披露目された。 大西健介国民運動局長は「いずれ党公認を狙っていきたい」と強調し述べた。

### 党公認キャラクターへ
党内で街頭演説や集会での活動を評価する声が高まり、参院選の公示直前であった2019年7月3日、非公認の党ＰＲキャラクターから正式な公認キャラクターに昇格された。平野博文幹事長は「こくみんうさぎは非公認でしたが、いろんなところで出現し、活躍しているのを評価し、明日からの選挙戦に向けて公認することと致しました。頑張って下さい。必ず当選するように」と公認証書を授与した。なおこの際、手が短かったため公認証書は耳で受け取った。
2020年9月15日、旧・国民民主党が解党。大部分は合流新党である新・立憲民主党に参加したが、代表の玉木雄一郎含む一部議員は新・国民民主党を設立。この際に、合流先である新・立憲民主党との間でこくみんうさぎの権利をめぐる議論が行われた結果、新・国民民主党に引き継がれる形となった。
2022年10月26日、「こくみんうさぎ」利⽤ガイドラインが発行された。

こくみんうさぎのエアー看板
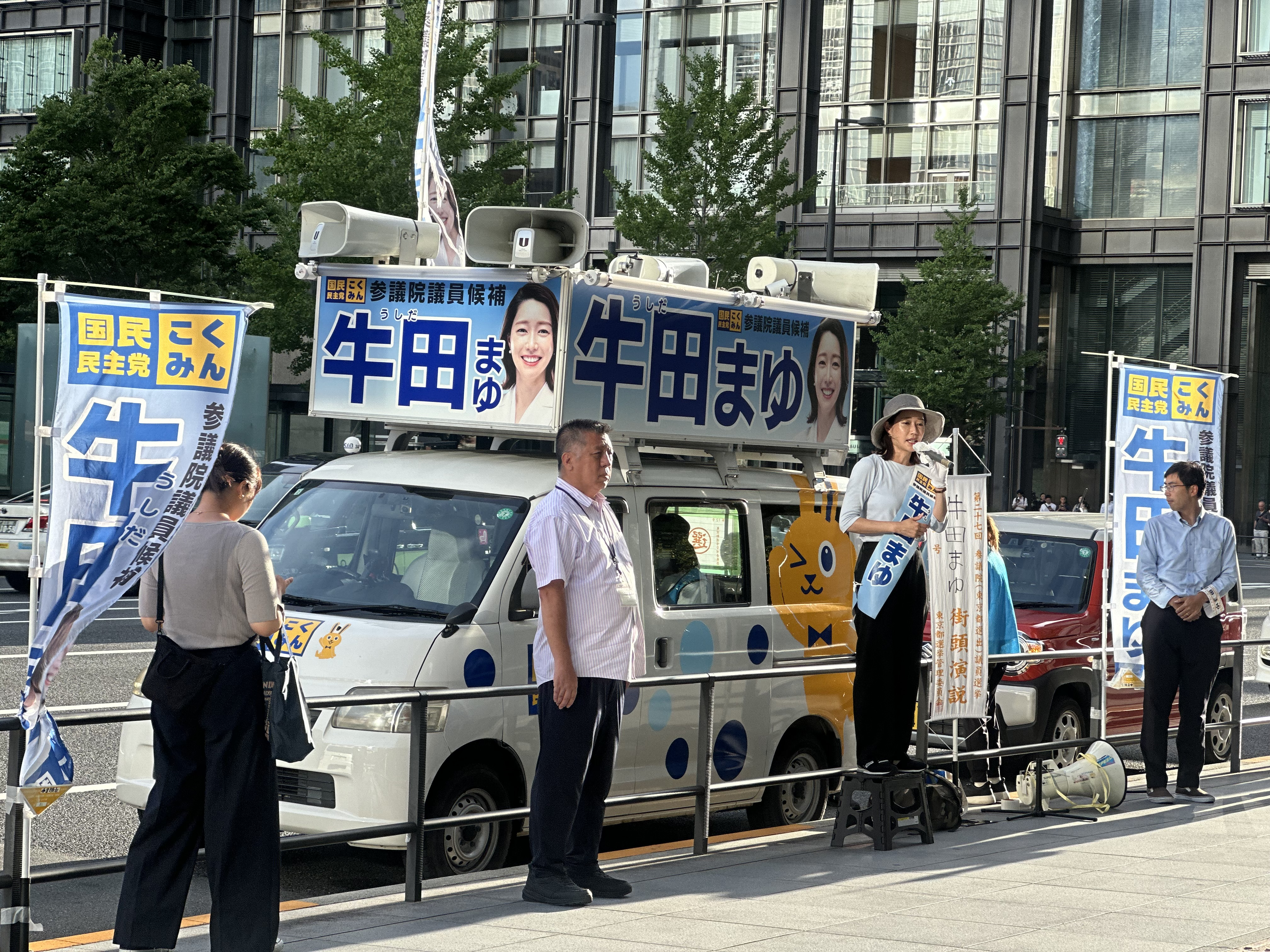
こくみんうさぎのラッピング街宣車